# Cayratia cuneata
Cayratia cuneata là một loài thực vật hai lá mầm trong họ Nho. Loài này được Domin miêu tả khoa học đầu tiên năm 1927.